# La signora Paradiso
Pour plus de détails, voir Fiche technique et Distribution.
La signora Paradiso est un film italien réalisé par Enrico Guazzoni, sorti en 1934.

## Fiche technique
- Titre : La signora Paradiso
- Réalisation : Enrico Guazzoni
- Scénario : Enrico Guazzoni d'après la pièce de Guido Cantini
- Photographie : Ubaldo Arata
- Pays d'origine : Italie
- Format : Noir et blanc - 1,37:1 - Mono
- Genre : Comédie
- Date de sortie : 1934

## Distribution
- Elsa De Giorgi : Anna Lucenti
- Mino Doro : Delfo Delfi
- Memo Benassi : Matteo Iran
- Franco Coop : Geremia Bianchi
- Augusto Marcacci : le comte
- Enzo Biliotti : Lukas